# Хермановце на Топлој
Хермановце на Топлој (слч. Hermanovce nad Topľou) насељено је мјесто са административним статусом сеоске општине (слч. obec) у округу Вранов на Топлој, у Прешовском крају, Словачка Република.

## Становништво
| Година:    | 1994. | 2004.    | 2014.   | 2024.   |
| ---------- | ----- | -------- | ------- | ------- |
| Број људи: | 619   | 685      | 723     | 662     |
| Разлика:   |       | +10,66 % | +5,54 % | -8,43 % |

| Година:    | 2023. | 2024.   |
| ---------- | ----- | ------- |
| Број људи: | 660   | 662     |
| Разлика:   |       | +0,30 % |

Према подацима о броју становника из 2024. године насеље је имало 662 становника.